# Stato a riconoscimento limitato
     Membro dell'ONU non riconosciuto da almeno un membro dell'ONU
     Non-membro dell'ONU riconosciuto da almeno un membro dell'ONU
     Non-membro dell'ONU riconosciuto solamente da non-membri dell'ONU

Membro dell'ONU non riconosciuto da almeno un membro dell'ONU
Non-membro dell'ONU riconosciuto da almeno un membro dell'ONU
Non-membro dell'ONU riconosciuto solamente da non-membri dell'ONU

Uno Stato a riconoscimento limitato è uno Stato de facto indipendente e sovrano, che controlla e governa effettivamente un territorio e una popolazione, ma la cui sovranità è riconosciuta a livello internazionale solo da alcuni degli altri Stati.
Uno Stato a riconoscimento limitato può intrattenere formali relazioni diplomatiche solo con gli Stati che lo riconoscono ufficialmente, per quanto vi possano essere casi di relazioni diplomatiche occulte o non ufficiali anche con altri Stati.

## Definizione ed esclusioni
Si definiscono tali anche gli Stati de facto sovrani la cui sovranità non gode di alcun riconoscimento internazionale.
Non rientrano nella definizione di "Stato a riconoscimento limitato":
- le tribù mai contattate, perché le loro società non possono essere definite come Stati o perché non è noto come esse siano organizzate;
- le entità che sono considerate micronazioni, perché, sebbene in genere sostengano di essere sovrane e indipendenti, è spesso discutibile se controllino realmente il territorio rivendicato, motivo per cui non sono generalmente considerate rilevanti dal punto di vista geopolitico;
- i movimenti irredentisti e i governi in esilio, perché non controllano territori abitati;
- i territori subnazionali che sono governati senza reale controllo dal governo centrale come se fossero Stati indipendenti, ma che non hanno dichiarato l'indipendenza dallo Stato di appartenenza. Esempi sono il Puntland in Somalia, la Striscia di Gaza in Palestina, la Regione del Kurdistan in Iraq, il Rojava in Siria e lo Stato Wa in Birmania.

## Lista

### Membri dell'ONU
| Nome           | Indipendenza | Motivo | Rivendicazioni |
| -------------- | ------------ | --- | --- |
| Armenia        | 1991         | L'Armenia, indipendente dal 1991, non è riconosciuta da un solo membro dell'ONU, il Pakistan, il quale supporta l'Azerbaigian dalla prima guerra del Nagorno Karabakh. | Lo stesso argomento in dettaglio: Relazioni internazionali dell'Armenia e Confine tra l'Armenia e l'Azerbaigian .                                                                        |
| Cina           | 1949         | La Cina, ufficialmente Repubblica Popolare Cinese, è indipendente dal 1949 a seguito della vittoria del Partito Comunista Cinese nella guerra civile cinese contro il Kuomintang del generale Chiang Kai-shek. La Cina è riconosciuta come unico rappresentante all'interno dell'ONU dal 1971, quando la Repubblica di Cina è stata estromessa. Negli stessi anni la maggioranza degli Stati membri dell'ONU ha iniziato a passare gradualmente al riconoscimento della Cina e ad annullare quello di Taiwan. Le due Repubbliche, dunque, non si riconoscono a vicenda e ciascuna applica la propria versione della politica dell'Unicità della Cina, il che significa che nessuno Stato può riconoscerle entrambe contemporaneamente. La Cina non è riconosciuta da 11 membri dell'ONU, ossia eSwatini, Isole Marshall, Palau, Tuvalu, Belize, Guatemala, Haiti, Saint Kitts e Nevis, Saint Vincent e Grenadine, Santa Lucia, Paraguay e dalla Santa Sede, i quali invece riconoscono Taiwan. | Taiwan si considera l'unico governo legittimo della Cina. |
| Cipro          | 1960         | La Repubblica di Cipro è indipendente dal 1960 dal Regno Unito. Cipro non è riconosciuto da uno stato membro dell'ONU, la Turchia, e da uno non membro, Cipro del Nord. La Repubblica esercita il potere solamente sul 59% della superficie dell'isola; il 36% restante (a nord) è occupato dal 1974 dalla Turchia e dalla successiva autoproclamata Repubblica Turca di Cipro del Nord. | Cipro del Nord rivendica la parte settentrionale dell'isola. |
| Corea del Nord | 1948         | La Corea del Nord, ufficialmente Repubblica Popolare Democratica di Corea, è indipendente dal 1948. Non è riconosciuta da un solo membro dell'ONU, la Corea del Sud. | La Corea del Sud rivendica l'intero territorio della penisola coreana. |
| Corea del Sud  | 1948         | La Corea del Sud, ufficialmente Repubblica di Corea, è indipendente dal 1948. Non è riconosciuta da un solo membro dell'ONU, la Corea del Nord. | La Corea del Nord rivendica l'intero territorio della penisola coreana. |
| Israele        | 1948         | Lo Stato di Israele, fondato nel 1948, non è riconosciuto da 28 Stati membri dell'ONU. L'Organizzazione per la Liberazione della Palestina (OLP), che gode del riconoscimento internazionale come unico rappresentante del popolo palestinese, ha riconosciuto Israele nel 1993. Tuttavia nel 2018 il Consiglio nazionale palestinese ha votato per sospendere il riconoscimento di Israele. | Lo Stato di Palestina si considera il governo legittimo della Cisgiordania, attualmente sotto occupazione israeliana. La Siria si considera il governo legittimo delle alture del Golan. |

| Nome      | Indipendenza | Motivo | Rivendicazioni |
| --------- | ------------ | --- | --- |
| Palestina | 1988         | Israele ha ottenuto il controllo dei territori palestinesi a seguito della guerra dei sei giorni nel 1967, ma non li ha mai formalmente annessi. L'Organizzazione per la Liberazione della Palestina nel 1988 ha dichiarato lo Stato di Palestina indipendente. La Palestina è riconosciuta indipendente dalla maggioranza degli Stati membri dell'ONU e dalle stesse Nazioni Unite come unico rappresentante del popolo palestinese. L'Autorità Nazionale Palestinese, istituita nel 1994, svolge limitate funzioni governative interne su alcune aree della Palestina. La Palestina è attualmente ufficialmente riconosciuta come Stato da 138 Stati membri dell'ONU, dalla Santa Sede e dalla Repubblica Democratica Araba dei Sahrawi. I restanti Stati membri delle Nazioni Unite, tra cui Israele, non riconoscono lo Stato di Palestina. Le Nazioni Unite designano i territori palestinesi rivendicati come "occupati" da Israele, e hanno concesso alla Palestina lo status di osservatore all'interno dell'ONU nel 2012, a seguito della Risoluzione 67/19 dell'Assemblea generale delle Nazioni Unite. La Palestina è anche membro della Lega araba, dell'Organizzazione della cooperazione islamica e dell'UNESCO. | Israele considera l'area rivendicata dalla Palestina come territorio non appartenente legalmente a nessuno Stato. |

### Non membri dell'ONU
| Nome               | Indipendenza | Motivo | Rivendicazioni |
| ------------------ | ------------ | --- | --- |
| Abcasia            | 1999         | L'Abcasia ha dichiarato la propria indipendenza nel 1999. È riconosciuta da 5 Stati membri dell'ONU (Russia, Siria, Nicaragua, Venezuela e Nauru) e da 2 Stati non membri (Ossezia del Sud, Transnistria). Tuvalu e Vanuatu, che inizialmente avevano riconosciuto il Paese, hanno ritirato il riconoscimento. | È considerata territorio integrante della Georgia, sotto occupazione russa.                                                   |
| Cipro del Nord     | 1983         | Cipro del Nord ha dichiarato la propria indipendenza nel 1983, con il nome ufficiale di "Repubblica Turca di Cipro del Nord" (TRNC), a seguito dell'invasione turca di Cipro e dell'istituzione della Linea Verde. È riconosciuta da un solo membro dell'ONU, la Turchia. L'Organizzazione della cooperazione islamica e l'Organizzazione di cooperazione economica hanno concesso a Cipro Nord lo status di osservatore con il nome di "Stato turco-cipriota". | È considerato territorio integrante di Cipro.                                                                                 |
| Kosovo             | 2008         | Il Kosovo ha dichiarato la propria indipendenza del 2008. Attualmente è riconosciuto da 104 membri dell'ONU, da Taiwan, dalle Isole Cook e da Niue. Ulteriori 13 membri delle Nazioni Unite hanno riconosciuto il Kosovo, ma hanno successivamente ritirato il riconoscimento. È stato amministrato dal 1999 dalle Nazioni Unite, a seguito della risoluzione 1244 del Consiglio di sicurezza delle Nazioni Unite, fino alla sua indipendenza. | La Serbia rivendica il territorio come parte integrante del paese.                                                            |
| Ossezia del Sud    | 1991         | L'Ossezia del Sud ha dichiarato la propria indipendenza nel 1991. È riconosciuta da 5 Stati membri dell'ONU (Russia, Siria, Nicaragua, Venezuela e Nauru) e da 3 Stati non membri (Abcasia, Transnistria e Repubblica Democratica Araba dei Sahrawi). Tuvalu, che inizialmente aveva riconosciuto il paese, ha ritirato il riconoscimento nel 2014. | È considerata territorio integrante della Georgia, sotto occupazione russa.                                                   |
| Sahara Occidentale | 1976         | Il Marocco ha invaso e annesso la maggior parte del Sahara spagnolo nel 1975. Nel 1976 il Fronte Polisario ha dichiarato l'indipendenza del Sahara Occidentale come Repubblica Democratica Araba Saharawi. La Repubblica è governata da un governo in esilio, con sede in Algeria, che controlla solo una piccola parte del territorio. È riconosciuto da 46 membri dell'ONU e dall'Ossezia del Sud. È inoltre un membro dell'Unione africana. Altri 38 Stati membri dell'ONU hanno riconosciuto la Repubblica, ma hanno successivamente annullato o sospeso il riconoscimento, in attesa dell'esito di un referendum sull'autodeterminazione. Gli altri Stati membri, tra cui il Marocco, non hanno mai riconosciuto la Repubblica. La risoluzione 34/37 dell'Assemblea generale delle Nazioni Unite ha riconosciuto il diritto del popolo del Sahara Occidentale all'autodeterminazione e ha riconosciuto anche il Fronte Polisario come rappresentante del popolo del Sahara Occidentale. Oltre al Marocco e agli Stati Uniti, nessun altro Stato riconosce ufficialmente l'annessione del Sahara Occidentale da parte del Marocco, ma alcuni Stati sostengono un piano marocchino per l'autonomia. La Lega araba sostiene, invece, la rivendicazione del Marocco. | Il Marocco rivendica il Sahara Occidentale (compresa l'area controllata dal Fronte Polisario) come parte integrante del paese |
| Taiwan             | 1912         | Taiwan, ufficialmente Repubblica di Cina, costituzionalmente indipendente dal 1912 e fondata dal governo in esilio del generale Chiang Kai-shek nel 1949 dopo la sconfitta del partito nazionalista nella guerra civile cinese contro le forze guidate dal Partito Comunista Cinese, ha goduto del riconoscimento come unico governo della Cina fino a circa la fine degli anni '60, quando la maggioranza degli Stati membri dell'ONU hanno iniziato a passare gradualmente al riconoscimento della Repubblica Popolare Cinese. Le stesse Nazioni Unite hanno riconosciuto la Repubblica di Cina come unico rappresentante della Cina fino al 1971, quando hanno deciso di rimuoverla e di riconoscere solamente la Repubblica Popolare Cinese. Le due repubbliche non si riconoscono a vicenda e ciascuna applica la propria versione della politica "Una sola Cina", il che significa che nessuno Stato può riconoscerle entrambe contemporaneamente. Taiwan è attualmente riconosciuto da 11 membri dell'ONU: eSwatini, Isole Marshall, Palau, Tuvalu, Belize, Guatemala, Haiti, Saint Kitts e Nevis, Saint Vincent e Grenadine, Saint Lucia, Paraguay e dalla Santa Sede. Un numero significativo di Stati membri dell'ONU che non lo riconoscono, così come la Repubblica del Somaliland, intrattengono comunque relazioni ufficialmente non diplomatiche con Taiwan, designandola come "Taipei cinese". Il Bhutan è l'unico Stato membro delle Nazioni Unite che non ha mai riconosciuto nessuna delle due repubbliche. | La Repubblica Popolare Cinese si considera l'unico governo legittimo della Cina (compreso il territorio di Taiwan).           |

| Nome         | Indipendenza | Motivo | Rivendicazioni                                                               |
| ------------ | ------------ | --- | ---------------------------------------------------------------------------- |
| Somaliland   | 1991         | Il Somaliland ha dichiarato la propria indipendenza nel maggio del 1991 e sostiene di essere il successore dello Stato del Somaliland, esistito dal 26 giugno 1960 (quando la Somalia britannica ottenne la piena indipendenza dal Regno Unito) al 1º luglio 1960 (quando lo Stato del Somaliland si unì alla ex Amministrazione fiduciaria italiana della Somalia per formare la Repubblica Somala). È riconosciuto da Taiwan, non membro dell'ONU, come Stato indipendente dal 2023. Non è riconosciuto da alcun membro ONU, anche se mantiene relazioni non ufficiali con un numero limitato di essi. Nel 2024 si sono intensificati i contatti con l'Etiopia. | È considerato territorio integrante della Somalia.                           |
| Transnistria | 1990         | La Transnistria si è autoproclamata indipendente nel settembre del 1990. È riconosciuta da due Stati non membri dell'ONU: Abcasia e Ossezia del Sud. | È considerata territorio integrante della Moldavia, sotto occupazione russa. |

|                 | Indipendenza | Motivo | Rivendicazioni |
| --------------- | ------------ | --- | -------------- |
| Ordine di Malta | 1113         | Il Sovrano Militare Ordine di Malta (SMOM) è considerato un'entità sovrana non statale in quanto non rivendica né la statualità né un territorio. Riconosciuto per la prima volta come sovrano da papa Pasquale II nel 1113, ha stabilito piene relazioni diplomatiche con 111 Stati membri delle Nazioni Unite come soggetto sovrano del diritto internazionale e mantiene anche relazioni diplomatiche con l'Unione europea, la Santa Sede e lo Stato di Palestina. Inoltre partecipa alle Nazioni Unite come entità osservatrice. Alcuni Stati, come San Marino, riconoscono lo SMOM come uno Stato sovrano, piuttosto che un soggetto sovrano di diritto internazionale. In Italia la Corte suprema di cassazione ha decretato il 6 giugno 1974 che lo SMOM "costituisce un soggetto internazionale sovrano, in tutti i termini uguale, anche se senza territorio, ad uno Stato estero con il quale l'Italia intrattiene normali relazioni diplomatiche". L'Italia riconosce dunque la sovranità dello SMOM e riconosce inoltre l'extraterritorialità all'interno delle sue sedi diplomatiche in Italia. | -              |